# Östra holmarna
Östra holmarna (fi. Itäsaaret) är en "stadsdel" tillhörande Degerö distrikt i Helsingfors stad. Östra holmarna är den administrativa indelningen för de nästan obebodda öar som finns utanför Helsingfors. En del av dessa öar har landstigningsförbud på grund av att armén håller till på dem. Det andra stadsdelsparet är Västra holmarna och bådadera ingår i stadsdelen nummer 53 Utöarna.